# Малая Ворона (река)
Малая Ворона — река в России, протекает в Калужской области, Смоленской области. Устье реки находится в 21 км по левому берегу реки Ворона. Длина реки составляет 23 км, площадь водосборного бассейна 160 км². Вдоль течения реки расположены деревни Чебыши, Шелохи, Наумово Парфёновского сельсовета, деревня Слободка Чипляевского сельсовета Спас-Деменского района Калужской области.

## История
В ночь с 6 на 7 октября 1941 года полковые колонны остатков 17-й стрелковой дивизии, оборонявшей Варшавское шоссе, прорывались из немецкого окружения через брод в районе деревни Ртинка.

## Данные водного реестра
По данным государственного водного реестра России относится к Окскому бассейновому округу, водохозяйственный участок реки — Угра от истока и до устья, речной подбассейн реки — Бассейны притоков Оки до впадения Мокши. Речной бассейн реки — Ока.
Код объекта в государственном водном реестре — 09010100412110000020637.

### Притоки (км от устья)
- 17 км: река Каменка (пр)